# Philip Bushill-Matthews
Philip Bushill-Matthews (n. 15 ianuarie 1943, Droitwich Spa, Anglia, Regatul Unit – d. 10 decembrie 2023) a fost un om politic britanic, membru al Parlamentului European în perioadele 1999-2004 si 2004-2009 din partea Regatului Unit.